# Pierwsza sztuka romańska

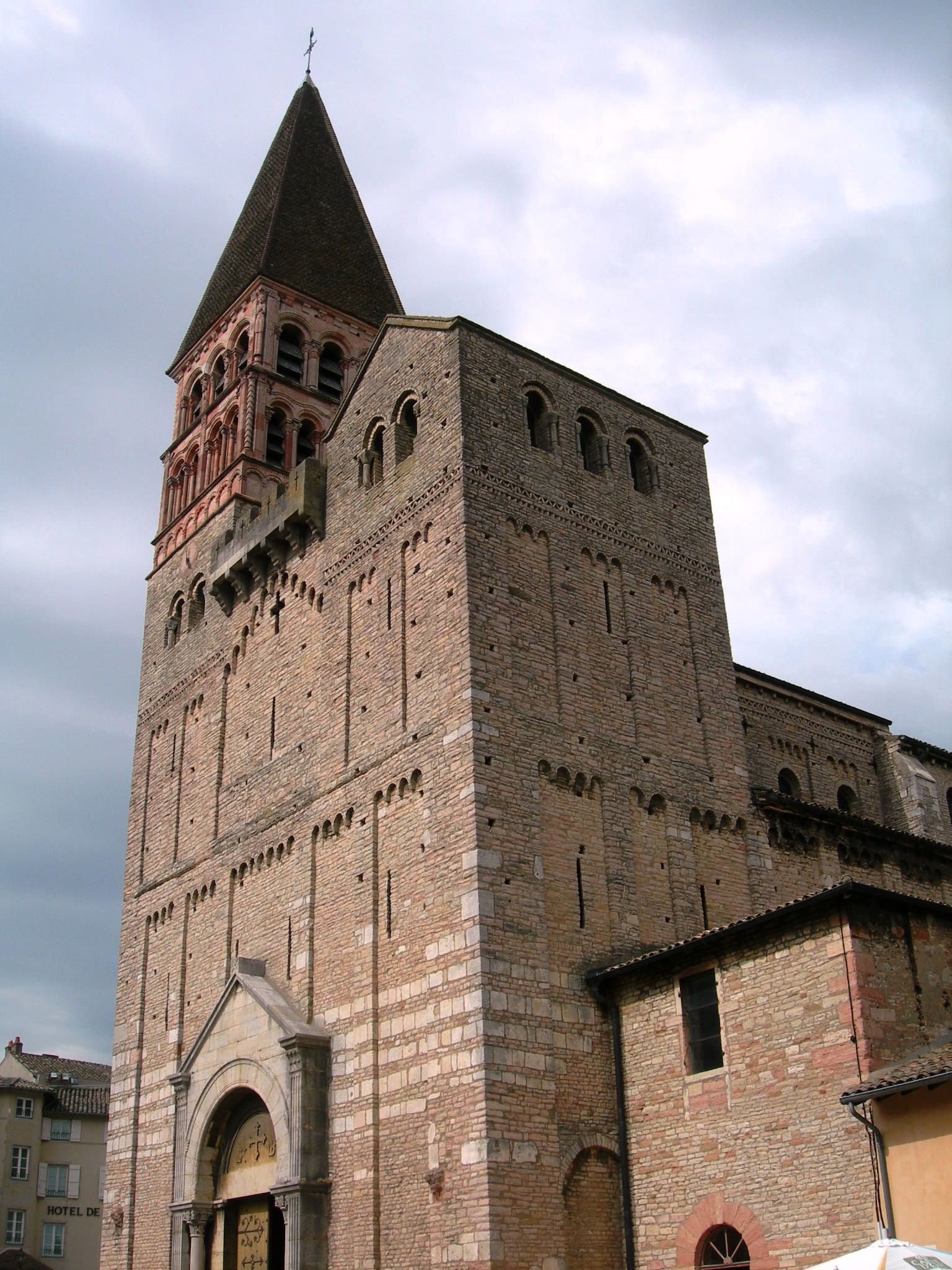
Masyw zachodni Saint Philibert w Tournus, ok. 1040

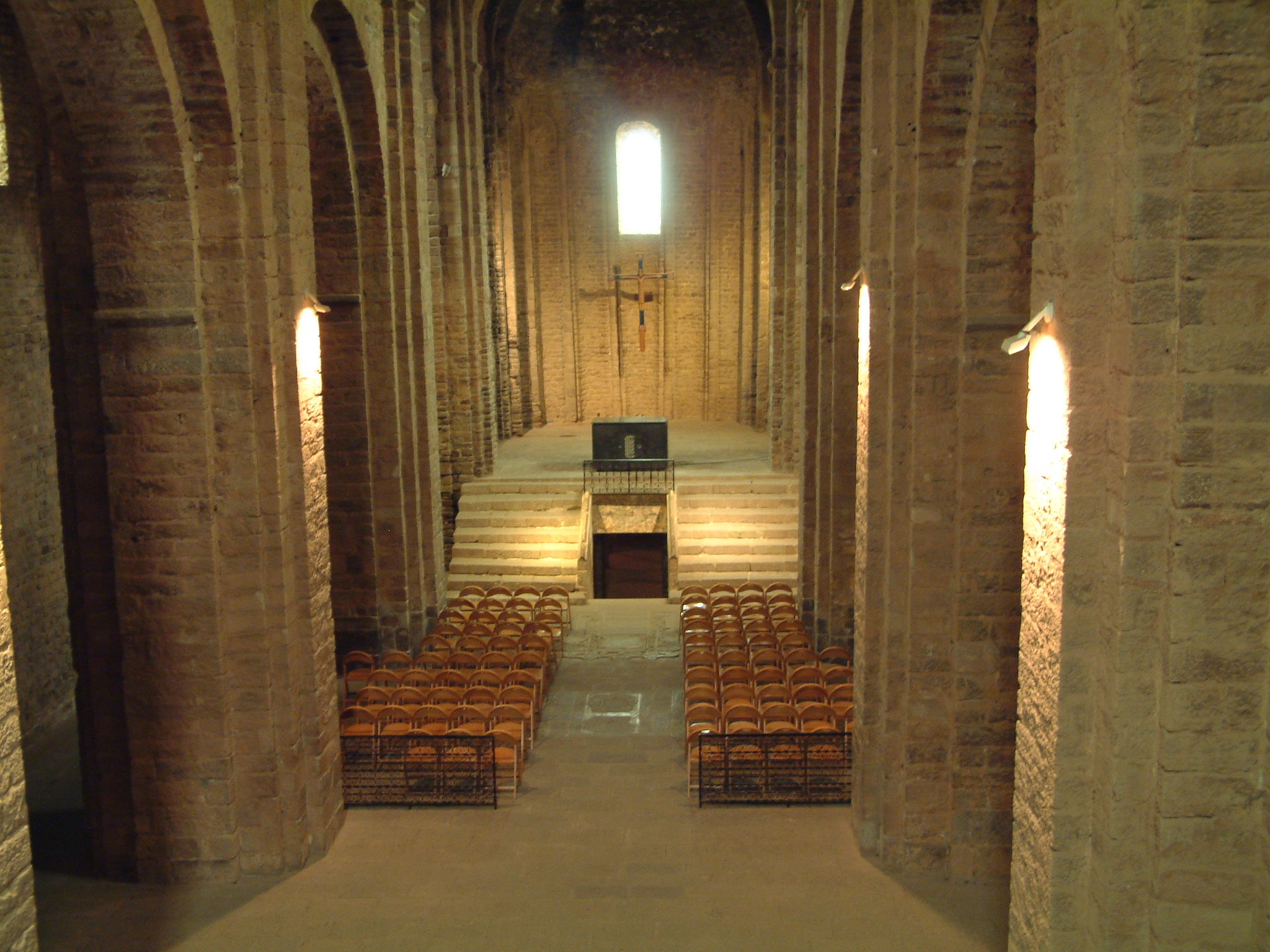
Wnętrze kościoła San Vicente w Cardonie

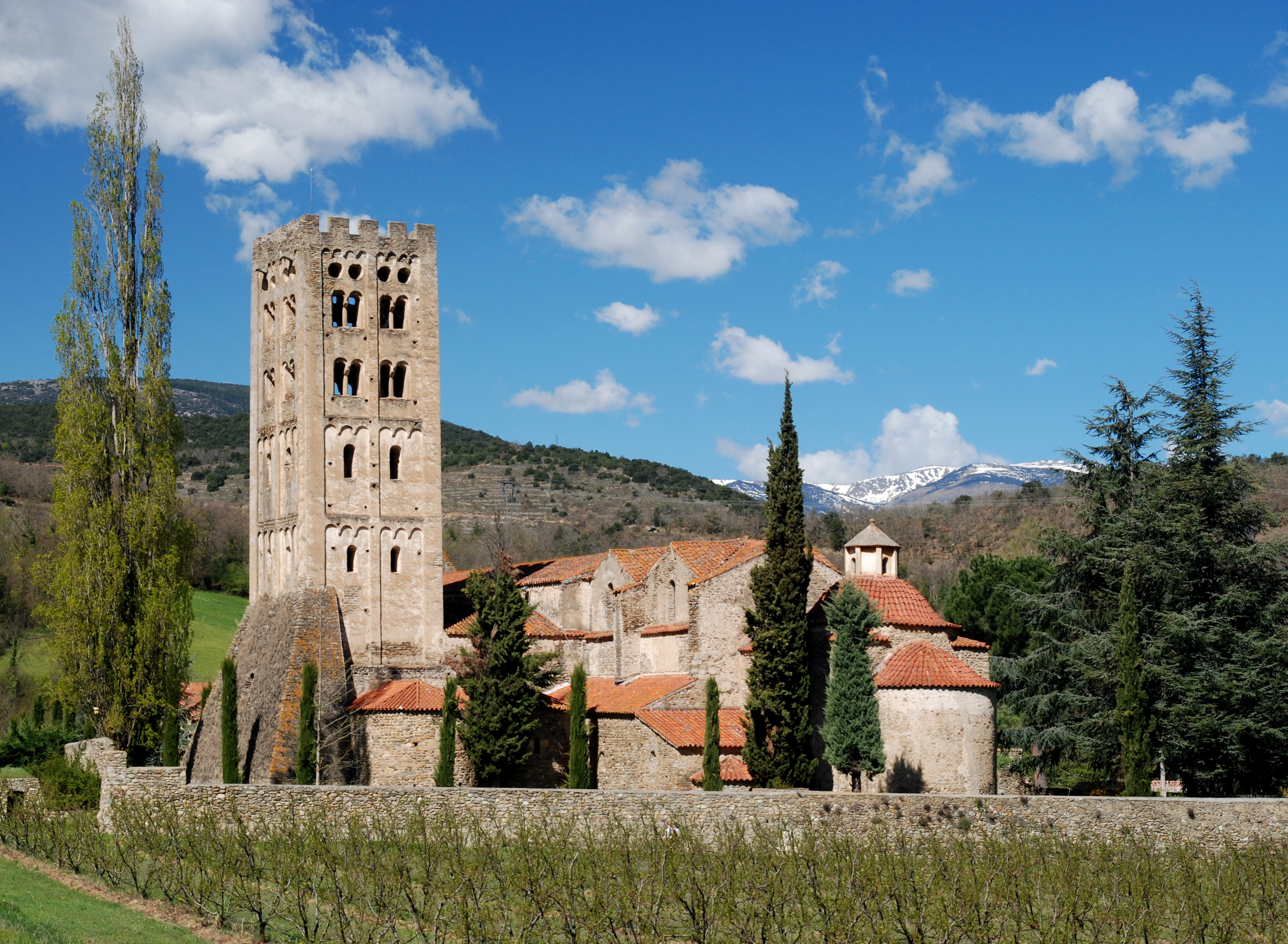
Saint-Michel de Cuxa

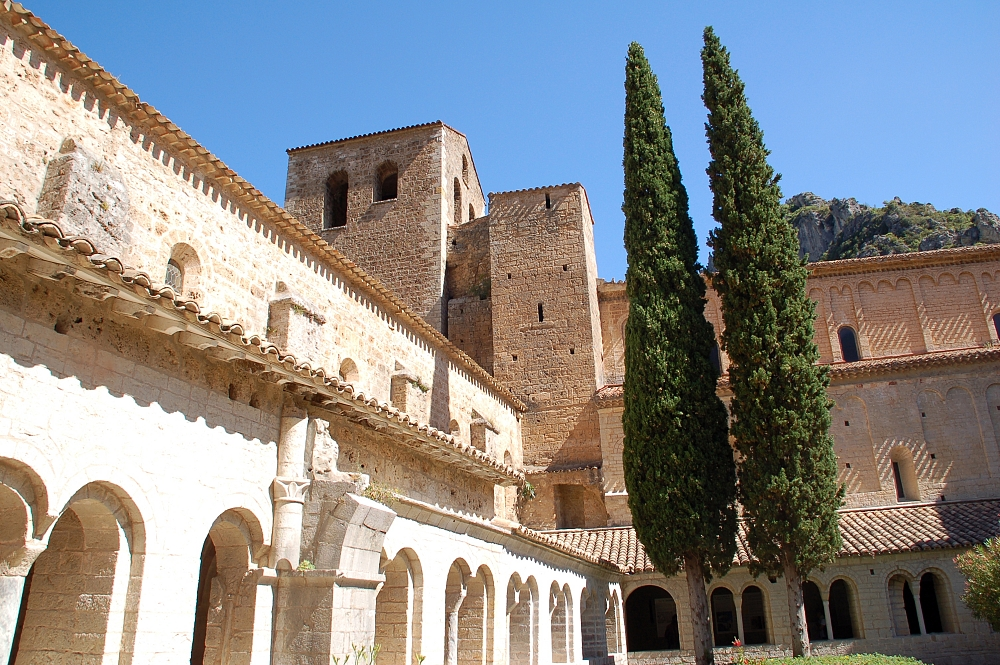
Saint-Guilhem-le-Désert

Pierwsza sztuka romańska (fr. premier art roman) – termin używany wobec sztuki, stojącej na pograniczu przedromańskiej i romańskiej, rozwijającej się na rozległym obszarze wzdłuż wybrzeży Morza Śródziemnego i rozprzestrzeniającej się na północ.
Objęła ona zasięgiem północne Włochy (Lombardię i Toskanię) w VIII wieku, a w dalszej kolejności, zwłaszcza pod koniec X i w pierwszej połowie XI wieku Dalmację, hiszpańską Katalonię, tereny wzdłuż dolin Rodanu i Renu (Francję, zwłaszcza Prowansję i Sabaudię, zachodnie Niemcy – Alzację, Nadrenię) aż po Niderlandy.
Był to okres prób. Wykształcił się wówczas zespół cech materiałowych, technicznych, konstrukcyjnych i stylowych, z których czerpała sztuka romańska. Wznoszono zazwyczaj niewielkich rozmiarów budowle z kamienia łupanego i podłużnych ciosów. Stosowano artykulację ścian zewnętrznych (lizeny, fryzy arkadkowe, arkadki lombardzkie, nisze), a wnętrza dekorowano malarsko. W niektórych regionach stosowano sklepienia kolebkowe. W większych budowlach nawiązywano do wczesnochrześcijańskich trójnawowych bazylik, nie zawsze jednak stosując transept.
W tym samym okresie, gdy kształtowała się pierwsza sztuka romańska, w Świętym Cesarstwie Rzymskim panowała sztuka ottońska.
Powstaniem pierwszej sztuki romańskiej i usystematyzowaniem jej cech zajął się w szczególny sposób w okresie po I wojnie światowej hiszpański architekt Josep Puig i Cadafalch (1867–1956).

## Przykłady
W Prowansji liczba zachowanych zabytków jest niewielka, natomiast dużo więcej jest ich w Katalonii. Przykłady:
- San Vincenzo in Prato, Mediolan, Lombardia, 814–833, odnowiony w XI wieku,
- Saint-Guilhem-le-Désert, Prowansja, XI wiek,
- San Martín del Canigó (Saint-Martin du Canigou), 1015,
- Santa María w Ripoll, północna Katalonia, 1018–1032,
- San Vicente w Cardonie, 1020–1040,
- San Pietro w Civate, Lombardia, ok. 1040,
- Saint Michel de Cuxa, Langwedocja-Roussillon, ukończony w 1040,
- Saint Philibert w Tournus, Burgundia, 1. połowa XI wieku,
- Sainte-Marie w Arles-sur-Tech, Langwedocja-Roussillon, ok. 1050,
- Katedra w Parmie, Emilia-Romania, ok. 1080.

## Literatura dodatkowa
- Puig i Cadafalch J., Le premier art roman, 1928.
- Puig i Cadafalch J., La géographie et les origines du premier art roman, 1935.
- Wagner-Rieger R., Le premier art roman, „Aachner Kunstblätter”, XLI, 1971.